# 國際商業專科學校
私立國際商業專科學校，簡稱國際商專，為台灣高雄市苓雅區一所已停辦的民間私立專科學校，為臺灣教育史上第一間遭到中華民國教育部勒令停辦的大專院校。

## 歷史
1948年，陳韜、李亞頻夫婦於台南市創立國際無線電訊技術人員養成所。該校歷經多年發展，於1956年遷校於高雄市三多二路，並於1961年因增辦商業類而改名為國際高級商工職業學校。1965年，陳韜夫婦原欲將學校改制為專科學校，但在社會各界人士請求保留高職部的請願下，遂於同一地址興辦國際商業專科學校，並陸續設立會計統計科、銀行保險科、企業管理科、國際貿易科、財政稅務科、觀光科等科別。1990年7月24日，國際商業專科學校由於多項弊案及爭議，遭到教育部勒令停辦並解散。

## 停辦始末

### 國際商專爭議
國際商業專科學校位於高雄市苓雅區三多二路。該址另有一所同樣由陳韜夫婦創辦的「國際商工高級職業學校」。國際商專與國際商工座落在同一地址，操場、圖書館、學生活動中心、部分教學設備與器材皆共同使用，且因校區狹小，教學活動難免有互相干擾，兩校的校產也難以釐清，長期以來問題頗多。
1989年8月22日，該校董事長陳韜以財務虧損為由，在會議中宣布該年度不加薪、教師基本授課時數增加2小時、超支鐘點費由11個月減為9個月、減少導師費、各處室職員遇缺不補等事項，引起師生譁然；同年8月31日，在校務會議中，會計統計科向正廷主任，向葉南勝校長表達陳韜董事長宣布的前述事項嚴重影響教師權益，並於該年9月4日由葉南勝校長及多名教師組成的教師代表向董事會表達不滿。然教師代表與董事會的數次溝通後仍無共識，同年9月26日，該校39名專任教師聯合向教育部遞交陳情函，請求當時的教育部長毛高文派員調查。同年9月31日，該校多名教師組成「國際商專教師聯誼會」，並推舉銀行保險科講師鄭克強為會長。經教聯會向董事會持續訴願後，促使董事會部分讓步，如授課時數、導師費、超支鐘點費回復原狀等。同年10月28日起，教育部多次派員到校與教師進行座談以了解情形。同年12月26日，該校師生代表80餘人，北上教育部靜坐抗議並遞交抗議書，由當時的教育部常務次長楊朝祥出面接受，楊朝祥次長並表示將成立調查小組進行調查。

### 師生罷教與罷課
1990年1月5日起，教育部調查小組開始對國際商專進行一連串的查帳及查證，同年2月20日，該校教師發起的「國際商專制度改革委員會」成立。同年4月18日，改革委員會完成「教師評審委員會組織章程」之審核，並續送該校校務會議審議。同年4月23日，調查小組將該校教師所指控之事項作成正式調查報告，並要求國際商專於同年7月31日予以改善，否則予以減班處分。同年4月26日，因葉南勝校長遲遲不召開校務會議進行教評會章程的審議，加之同年5月1日，有9位專任教師未收到下學期的續聘意願調查通知（形同不續聘），並傳出暴力介入校園事件，該校銀行保險科講師杜建衡遭受恐嚇，促使教聯會決定於5月2日起宣布罷教，學生也開始罷課。之後教育部多次派員到校與師生代表溝通。
同年5月5日，國際商專董事會透過委託律師楊昌禧寄發存證信函，解聘教聯會會長鄭克強、企業管理科講師兼主任陳榮方、會計統計科講師兼主任向正廷、國際貿易科副教授兼主任呂漢忠、銀行保險科講師鄭文助、財政稅務科講師程覺敏、銀行保險科講師兼圖書出版組組長杜建衡，理由是這7名教師「參與罷教、唆使學生罷課、違反教師服務規則」等；同日，由學生組成的「學生自治會」上書當時的李登輝總統，懇求救援及正視國際商專的諸多問題。

### 十二點協議
同年5月7日，教育部指派楊朝祥次長、技職司林聰明司長、師生代表、家長代表、國際商專校友會代表、董事長陳韜、董事胡華錦、立委王志雄、立委林壽山、立委張俊雄等人進行協商，會後發布「十二點協議」，包括教育部自即日起兩周內指派代理校長處理校務、成立督導小組、成立新任校長遴選小組、調查董事會是否有違法情事、保障校園安全、一個月內成立教師評審委員會、與國際商工分立校地（其中一校應遷址辦學）、董事會不得在私立學校法所規定之職權外干涉校務、7名被解聘之教師予以續聘、師生立即停止罷教罷課等。唯在商議的過程中，陳韜董事長中途離席未再露面，且未於協議書上簽字，但教育部仍認為這份協議董事會仍需遵從，此舉為之後國際商專董事會所進行的一聯串消極抗爭與積極駁斥聲明等，埋下伏筆。
而就在十二點協議發布的當晚，國際商專董事會顧問姚域歟（當時的國際商工校長）代表董事會致電各報社，表示十二點協議未經董事長陳韜過目確認，國際商專董事會不承認十二點協議。

### 指派代理校長
教育部於1990年5月13日起，積極聯繫台南家政專科學校（現台南應用科技大學）校長李福登，並自同年5月21日，正式指派李福登擔任國際商專代理校長。李福登為此先向台南家專董事會請假並獲准，台南家專由教務主任代掌校務。然國際商專董事會先於5月20日透過楊昌禧律師發表聲明，指出教育部指派代理校長是侵害董事會職權，也對國際商專校譽有損。而5月21日的代理校長就任，因國際商專董事會的消極不配合（如葉南勝校長不出席交接、校長室被反鎖等），導致僅有佈達，而未有所交接。5月25日起，李福登開始啟用代理校長簽名章批閱公文，並在教育部的協調下，於5月29日與前校長葉南勝完成交接；然國際商專董事會於當日下午宣布這場交接是非法行為，並重申不承認十二點協議的立場。同年5月中旬，國際商專部分學生的家長自發性組成「國際商專家長聯誼會」，乃是全國大專校院中少見的家長會。

### 教育部長到校探慰
同年6月9日，當時的教育部部長毛高文到訪國際商專，探訪靜坐抗議的學生，並發表演說與舉行座談會，承諾教育部執行十二點協議的決心與立場。過程中，陳韜董事長之妻－李亞頻董事亦露面歡迎毛高文，同時還對於教育部介入國際商專校務運作等事提出二十項質疑。同時，由於國際商專委任律師楊昌禧多次站在董事會的立場發布聲明，李福登代理校長當眾宣布終止國際商專與楊昌禧律師之委任關係。同年6月21日，師生停止罷課與罷教。

### 整頓校務
李福登代理校長主持校務期間，李亞頻董事召開記者會，指稱國際商專受到政治迫害，或登報要求毛高文部長公開說明國際商專罷課風波的始末，而該校人事室主任及會計室主任也多番不配合校務整頓、消極阻撓教育部的相關查帳與調查等，同時陳韜董事長亦對李福登代理校長提出瀆職與偽造文書的控訴。同年7月16日，教育部發布處分，國際商專會計室主任劉康棣停職一年；人事室主任郭萬建亦由李福登代理校長解除職務。

### 突然關閉校園
在核心的人事與會計主管失去職權與職務後，國際商專董事會意識到教育部整頓校務與執行十二點協議的決心後，董事會於1990年7月18日發表聲明，表示國際商專日間部因原本的辦學目的已窒礙難行、將停辦3年；夜間部則將繼續辦理。並於7月19日無預警關閉校園。由於事發當時正值暑假，尚有暑修班學生需要上課，董事會突然封閉校園，讓教職員生都無法進入校園上課與辦公，引起各界震撼；次日，數名家長代表至高雄地檢署按鈴控告國際商專董事長陳韜，在未經教育部核准的情形下即自行宣布停辦，涉嫌背信與侵害學生受教權。
而暑修班學生經協調後，於高雄市立中正高工借用11間教室繼續上課，同時再借用教室1間，作為教職員辦公之用。國際商專董事會無預警封閉校園之事引起高雄地檢署的重視，並為此約談國際商專董事長陳韜、董事李亞頻、董事會顧問姚域歟、前校長葉南勝、前委任律師楊昌禧等人，以了解停辦原因。約談中，陳韜董事長提出停辦理由有：校方無法負擔教師加薪之要求、罷課罷教風波嚴重損害校譽，學校再辦下去沒有意義，以及受到教育部的政治迫害等等。教聯會隨即對陳韜董事長發布的停辦理由，進行聲明與駁斥；而家長會也進行連署，要求教育部解散國際商專董事會並接管該校。

### 核准停辦
同年7月23日，教育部核准國際商專日夜間部皆停辦4年。而對於國際商專學生的去向，教育部原先考慮讓學生分散轉學，但此舉被國際商專家長會否決，家長會指出轉學後的交通與住宿不便、學生不可能因此轉換科系就讀，加之當時臺灣南區的商業專科學校，除了國際商專，就只有大同商業專科學校（現大同技術學院），且當時教育部正在籌備國立屏東商業專科學校（後來的國立屏東商業技術學院，現國立屏東大學屏商校區）的成立，因此建請教育部讓學生全數轉學到屏東商專完成學業。

### 併入高雄工專
1990年7月24日，教育部令國立高雄工業專科學校（現國立高雄科技大學建工|燕巢校區）暫時成立商科部，承接辦理國際商業專科學校停辦後之財政稅務、企業管理、觀光、銀行保險、會計統計、國際貿易等六科，並概括承受國際商業專科學校之師生，同時借用高雄海專旗津校區上課。
1992年8月，國立高雄工業專科學校獲准增設二年制商業類科，計有會計統計(現為會計資訊系)、企業管理、國際貿易(現為國際企業系)、財政稅務、銀行保險(現為金融資訊系)與觀光(現為觀光管理系)等六科（為國立高雄應用科技大學管理學院之前身），正式合併原國際商業專科學校師生；該校教育正式涵蓋工業和商業兩大類科，並更名為「國立高雄工商專科學校」。